# Calamus bimaniferus
Calamus bimaniferus är en enhjärtbladig växtart som beskrevs av T.Evans och Al. Calamus bimaniferus ingår i släktet Calamus och familjen Arecaceae. Inga underarter finns listade i Catalogue of Life.